# Darío Poveda
Darío Poveda Romera (San Vicente del Raspeig, 13 de marzo de 1997) es un futbolista español. Juega como delantero y su equipo es el S. C. Farense de la Segunda División de Portugal.

## Trayectoria
Se unió al alevín del Villarreal C. F. en 2008, a la edad de 11 años. Hizo su debut sénior con el Villarreal C. F. "C" el 13 de marzo de 2016, como suplente en un partido como local contra la U. D. Benigánim del campeonato de Tercera División de España en el que anotó el último gol de un 5–2. El 21 de agosto de 2016 debutó con el Villarreal C. F. "B" en una derrota por 0-1 en el campeonato de Segunda División B de España contra la U. E. Cornellà. Pasó definitivamente al Villarreal C. F. "B" el siguiente 30 de mayo, después de anotar 14 goles para el Villarreal C. F. "C".
El 21 de agosto de 2017 debutó con el Villarreal C. F. en Primera División, reemplazando a Manu Trigueros en una derrota por 0-1 contra el Levante U. D.
El 23 de julio de 2018 se mudó al Atlético de Madrid "B". El 23 de noviembre de 2019 debutó con el primer equipo en el partido contra el Granada C. F., jugando 7 minutos. El 8 de diciembre de ese mismo año sufrió una grave lesión de rodilla al romperse el ligamento cruzado anterior de la rodilla derecha perdiéndose el resto de la temporada cuando llevaba 10 goles en 10 jornadas en el Atlético de Madrid "B" y estaba entrando en la dinámica de entrenamientos del primer equipo ante las bajas en ataque del equipo de Diego Pablo Simeone.
El 31 de agosto de 2020 se marchó cedido al Getafe C. F. La temporada siguiente se quedó en el equipo azulón ya en propiedad, y el 19 de diciembre de 2021 marcó su primer gol en Primera División ante C. A. Osasuna que sirvió para ganar el partido y sacar al equipo de los puestos de descenso. Un mes después fue prestado a la S. D. Huesca para competir en la Segunda División lo que restaba de curso. En sus tres primeros partidos con el conjunto oscense vio puerta en dos ocasiones.
El 5 de julio de 2022 fue nuevamente cedido, esta vez a la Unión Deportiva Ibiza para toda temporada. El 19 de enero de 2023 rompió su contrato de cesión y fue prestado al F. C. Cartagena para el resto de la campaña. La siguiente volvió a ser cedido, siendo el C. D. Leganés su destino. Esta cesión terminó el 1 de febrero de 2024 y regresó al F. C. Cartagena hasta el final de la temporada.
En julio de 2024 rescindió su contrato con el Getafe C. F. y fichó por el S. C. Farense portugués.

## Estadísticas

### Clubes
Actualizado al último partido disputado el 17 de mayo de 2025.
| Club                                   | Div.          | Temporada     | Liga  | Liga  | Copas nacionales | Copas nacionales | Copas internacionales | Copas internacionales | Total | Total |
| Club                                   | Div.          | Temporada     | Part. | Goles | Part.            | Goles            | Part.                 | Goles                 | Part. | Goles |
| -------------------------------------- | ------------- | ------------- | ----- | ----- | ---------------- | ---------------- | --------------------- | --------------------- | ----- | ----- |
| Villarreal C. F. "C" · España          | 3.ª           | 2015-16       | 2     | 1     | —                | —                | —                     | —                     | 2     | 1     |
| Villarreal C. F. "C" · España          | 3.ª           | 2016-17       | 32    | 14    | —                | —                | —                     | —                     | 32    | 14    |
| Villarreal C. F. "C" · España          | Total club    | Total club    | 34    | 15    | 0                | 0                | 0                     | 0                     | 34    | 15    |
| Villarreal C. F. "B" · España          | 2.ª B         | 2016-17       | 2     | 0     | —                | —                | —                     | —                     | 2     | 0     |
| Villarreal C. F. "B" · España          | 2.ª B         | 2017-18       | 37    | 5     | —                | —                | —                     | —                     | 37    | 5     |
| Villarreal C. F. "B" · España          | Total club    | Total club    | 39    | 5     | 0                | 0                | 0                     | 0                     | 39    | 5     |
| Villarreal C. F. · España              | 1.ª           | 2017-18       | 1     | 0     | 0                | 0                | 1                     | 0                     | 2     | 0     |
| Villarreal C. F. · España              | Total club    | Total club    | 1     | 0     | 0                | 0                | 1                     | 0                     | 2     | 0     |
| Atletico de Madrid "B" · España        | 2.ª B         | 2018-19       | 29    | 9     | —                | —                | —                     | —                     | 29    | 9     |
| Atletico de Madrid "B" · España        | 2.ª B         | 2019-20       | 10    | 10    | —                | —                | —                     | —                     | 10    | 10    |
| Atletico de Madrid "B" · España        | Total club    | Total club    | 39    | 19    | 0                | 0                | 0                     | 0                     | 39    | 19    |
| Atletico de Madrid · España            | 1.ª           | 2019-20       | 1     | 0     | 0                | 0                | 0                     | 0                     | 1     | 0     |
| Atletico de Madrid · España            | Total club    | Total club    | 1     | 0     | 0                | 0                | 0                     | 0                     | 1     | 0     |
| Getafe C. F. · España                  | 1.ª           | 2020-21       | 1     | 0     | 0                | 0                | —                     | —                     | 1     | 0     |
| Getafe C. F. · España                  | 1.ª           | 2021-22       | 15    | 1     | 2                | 1                | —                     | —                     | 17    | 2     |
| Getafe C. F. · España                  | Total club    | Total club    | 16    | 1     | 2                | 1                | 0                     | 0                     | 18    | 2     |
| S. D. Huesca · España                  | 2.ª           | 2021-22       | 14    | 2     | —                | —                | —                     | —                     | 14    | 2     |
| S. D. Huesca · España                  | Total club    | Total club    | 14    | 2     | 0                | 0                | 0                     | 0                     | 14    | 2     |
| U. D. Ibiza · España                   | 2.ª           | 2022-23       | 18    | 1     | 2                | 0                | —                     | —                     | 20    | 1     |
| U. D. Ibiza · España                   | Total club    | Total club    | 18    | 1     | 2                | 0                | 0                     | 0                     | 20    | 1     |
| F. C. Cartagena · España               | 2.ª           | 2022-23       | 15    | 3     | —                | —                | —                     | —                     | 15    | 3     |
| C. D. Leganés · España                 | 2.ª           | 2023-24       | 7     | 0     | 2                | 0                | ―                     | ―                     | 9     | 0     |
| C. D. Leganés · España                 | Total club    | Total club    | 7     | 0     | 2                | 0                | 0                     | 0                     | 9     | 0     |
| F. C. Cartagena · España               | 2.ª           | 2023-24       | 18    | 3     | —                | —                | —                     | —                     | 18    | 3     |
| F. C. Cartagena · España               | Total club    | Total club    | 33    | 6     | 0                | 0                | 0                     | 0                     | 33    | 6     |
| S. C. Farense Portugal                 | 1.ª           | 2024-25       | 22    | 4     | 2                | 1                | —                     | —                     | 24    | 5     |
| S. C. Farense Portugal                 | Total club    | Total club    | 22    | 4     | 2                | 1                | 0                     | 0                     | 24    | 5     |
| Total carrera                          | Total carrera | Total carrera | 224   | 53    | 8                | 2                | 1                     | 0                     | 233   | 55    |
| 1. 2. Fuentes: BDFutbol - LaPreferente |               |               |       |       |                  |                  |                       |                       |       |       |